# Gazdina
Gazdina (lapcímének magyar jelentése: gazdasszony) egy szlovák nyelven megjelenő, elsődlegesen nők számára kiadott havilap volt Csehszlovákiában. Az 1925-ben Poprádon alapított lap a Csehszlovák Néppárt egyik sajtótermékeként, a Slovenský gazda mellékleteként jelent meg. Utolsó lapszámát 1937-ben adták ki.